# Kanton Stiring-Wendel
Stiring-Wendel is een kanton van het Franse departement Moselle. Het kanton maakt deel uit van het arrondissement Forbach-Boulay-Moselle. Het heeft een oppervlakte van 97,14 km² en telt 37.327 inwoners in 2017, dat is een dichtheid van 384 inwoners/km².

## Geschiedenis
Tot 22 maart 2015 maakten de gemeenten Petite-Rosselle, Schœneck en een deel van Forbach deel uit van het kanton. Deze werden bij het kanton Forbach gevoegd terwijl de gemeenten Behren-lès-Forbach, Bousbach, Diebling, Farschviller, Folkling, Metzing, Nousseviller-Saint-Nabor, Tenteling en Théding van het op die dag opgeheven kanton Behren-lès-Forbach aan het kanton Stiring-Wendel werden toegevoegd waardoor het aantal gemeenten toenam van 8 tot 14.

## Gemeenten
Het kanton Stiring-Wendel omvat de volgende gemeenten:
- Alsting
- Behren-lès-Forbach
- Bousbach
- Diebling
- Etzling
- Farschviller
- Folkling
- Kerbach
- Metzing
- Nousseviller-Saint-Nabor
- Spicheren
- Stiring-Wendel
- Tenteling
- Théding